# Visión de San Francisco en la Porciúncula (Valdés Leal)
Visión de San Francisco en la Porciúncula es la obra de mayor tamaño del pintor Juan de Valdés Leal realizada en 1672 para el convento de los Capuchinos del castillo de Cabra. Alberga unas dimensiones de 4,5 x 3,25 metros.

## Historia

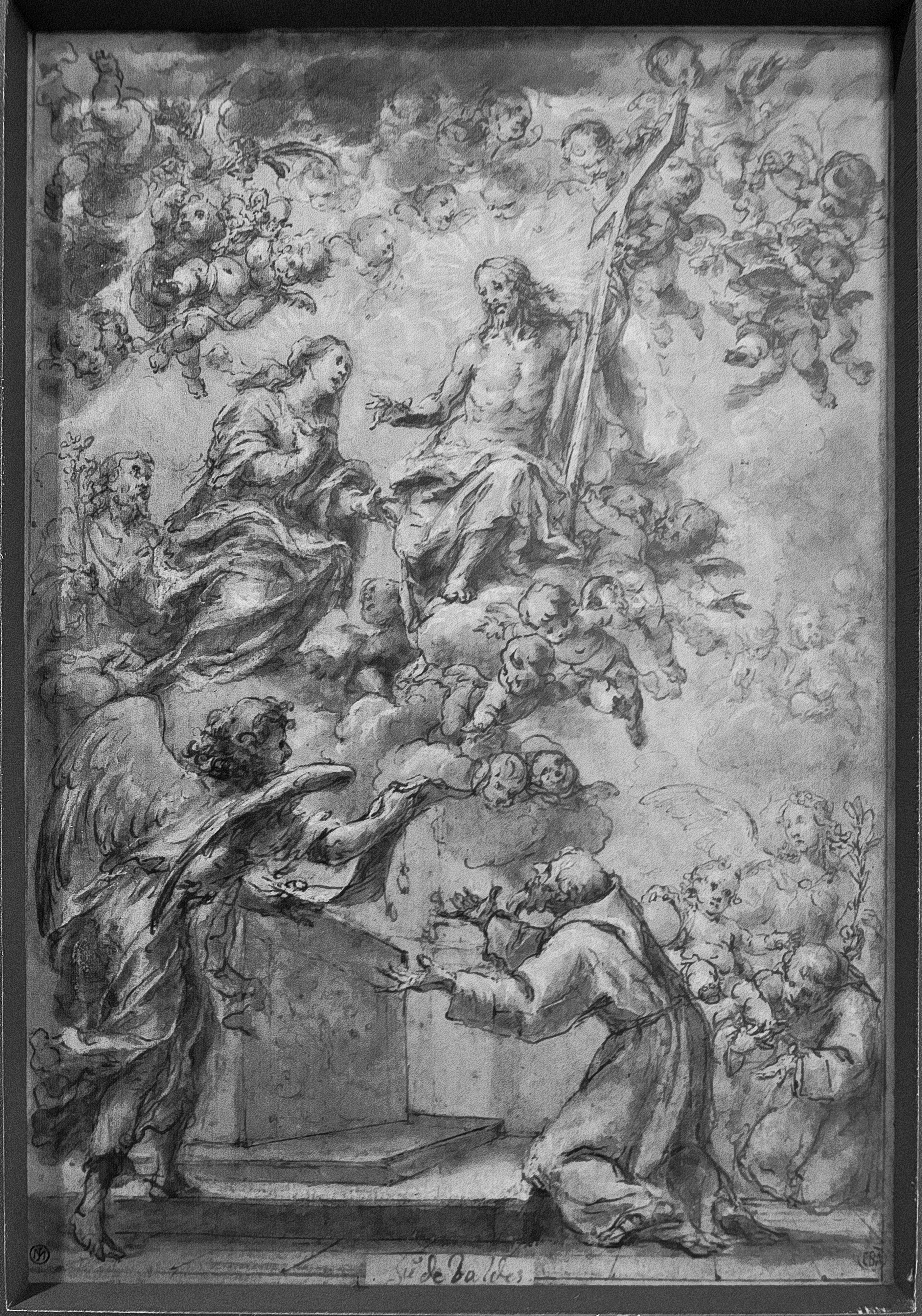
El boceto de la obra se encuentra en el Museo de las artes decorativas de París.

En 1635 Antonio Fernández de Córdoba, IX conde de Cabra, decidió la construcción de un convento franciscano en los terrenos de su propio castillo, obras que concluyeron en el año 1649 y que fue adjudicado a la Orden de los Capuchinos. Para la construcción del retablo se constrataron a diversos artistas, entre ellos Valdés Leal, quien realizó la obra en 1672, y se le considera una de las obras barrocas más importantes de la provincia. Se conoce un boceto que fue hallado en el Museo de artes decorativas de París gracias al historiador Diego Angulo Íñiguez.
Históricamente la autoría de esta obra se había relacionado con el pintor Antonio del Castillo. Aunque el académico José Valverde Madrid ya relacionó esta pintura con Valdés Leal en 1963, este dato no fue confirmado hasta el hallazgo de la firma del pintor en 1990 por el historiador y catedrático Enrique Valdivieso. Una vez contrarrestada esta hipótesis con el artista barroco, la obra fue restaurada en 1991, durante el III centenario del nacimiento del pintor, para una exposición tanto en el Museo del Prado como en el de Bellas Artes de Sevilla.

## Descripción
La obra se mandó realizar para estar en un convento franciscano, por lo que muestra la escena de la visión de Francisco de Asís en la capilla de Porciúncula en Asís, Italia, cuando está teniendo una visión de Jesucristo y la Virgen María en junio de 1256. Un ángel, que actúa de intermediario entre los personajes divinos y el santo, le entrega un pergamino que le concede la petición de que cualquier persona que visitara la capilla obtendría la indulgencia plenaria.
Curiosamente, en la parte inferior derecha aparece San Antonio con el niño, probablemente porque el patrono del retablo, el conde de Cabra, se llamaba Antonio; este hecho no sería descabellado puesto que existe otra pintura en el retablo de Santa Teresa, sin relación con los capuchinos, nombre de la condesa. Además de las figuras ya mencionadas, también aparece el arcángel Gabriel y el patriarca San José con multitud de angelotes.
La composición parece estar influenciada del retablo de la misma temática realizado por Murillo en el convento de los Capuchinos de Sevilla. Además, la figura del ángel que entrega el pergamino al santo también estaría influenciado por el ángel del cuadro Aparición de la Virgen a san Ildefonso, también de Murillo y ubicado en el Museo del Prado.